# 엘릭스하임 전투
엘릭스하임 전투 혹은 브라반트 선의 돌파(Passage of the Lines of Brabant)는 유명한 스페인 왕위 계승 전쟁의 전투 중 하나로 1705년 7월 18일 벌어졌다. 말버러 공작은 앤트워프(Antwerp)에서 나무르(Namur)까지 이어지는 70 마일에 달하는 활 모양의 프랑스의 방어선인 브라반트 선을 성공적으로 분쇄했다. 비록 말버러 공작은 결정적인 전투를 이끌어 내지는 못했지만, 이 방어선의 격멸과 그 결과는 다음해 라미예(Ramillies)의 승리에서 결정적임을 입증하였다.

## 서막
전역의 초반, 말버러 공작은 모젤(Moselle) 계곡을 통해 프랑스에 대한 공략을 시도하였다. 이 노력은 보급의 부족과 프랑스가 지에르크(Sierck)에서 성공적인 방어를 하는 바람에 진척이 되지 않았고, 말버러 공작과 그의 군대는 빌레루아 원수가 휴이(Huy)의 요새를 공격하여 점령하고 리에주(Liege)를 위협하자 네덜란드 정부에 의해 송환되었다. 저지대(현재의 베네룩스 3국)로 돌격해 들어간 후에(그리고 빌레루아 원수로 하여금 그의 방어선 뒤로 후퇴하게 만들었다.) 말버러 공작은 후이를 되찾고 빌레루아 원수를 전투에 끌어들여 적의 방어선을 격파하려는 계획을 세웠다.

## 돌파
7월 17일 저녁 말버러 공작은 오버크리크(Overkirk) 원수 휘하의 네덜란드 군대를 남쪽에 있는 나무르(Namur)쪽으로 이동하는 척 하게 하여, 그곳에 빌레루아와 그의 4만의 군세를 끌어들이려 하였다. 한밤중에 그는 그의 영국과 스코틀랜드 군세를 이끌고 북쪽에 있는 엘릭셈(Eliksem, 엘릭스하임)으로 진군했고 이곳을 저항없이 돌파했다. 다음날 일찍 오버크리크의 군세가 말버러 공작과 합류했을 때, 프랑스의 분대가 남쪽을 향하고 있는 방어선의 서쪽에 배치된 동맹군의 소규모 군대를 공격했다. 총격전에 이어 격렬한 기병전이 벌어졌는데, 말버러 공작은 여기에서 그 자신도 전투에 참여했고, 적군은 패퇴했다. 빌레루아는 그의 군대를 서쪽, 딜레(Dyle)가의 뒤편으로 퇴각시켰다.

## 영향
야밤의 행군과 격렬한 전투로 인해 병사들이 지쳐 있어 더 이상 프랑스군을 추격할 수 없었고, 전투에서도 승리했음에도 불구하고 말버러 공작은 빌레루아와 다시 싸우기를 원했다. 그는 즉시 돌파를 하였음에도 전선의 서쪽에서의 계략으로 좌절하였다. 말버로 공작은 8월 초의 마지막 노력으로 성공적으로 빌레루아를 워털루 근처에 주둔하게 만드는 동안 보급품을 실은 마차의 사용은 그를 병참로에서 자유롭게 만들었으나, 네덜란드 의원 슬랑젠베르그(Slangenburg)의 반대행동으로 인하여 전투를 하는데 전적으로 실패하였다. 말버러 공작은 뮤즈 강(Meuse)과 마을 사이에 있는 브라반트 선의 평지와 리유(Leau)의 요새를 공격해야만 했다.